# Бомпар, Морис
Морис Бомпар (17 мая 1855, Мец — 7 апреля 1935, Грас), французский дипломат и политический деятель.
Занимал ряд дипломатических должностей в Тунисе, Черногории и т. д. Посол в Петербурге с 1903 по 1908 гг. В русских правительственных кругах считался «радикалом» и руссофобом.
Посол в Османской империи с 1909 по 1914. Во время своего пребывания в Константинополе сумел обеспечить французскому капиталу ряд преимуществ на Ближнем Востоке (железнодорожные концессии в Сирии и Восточной Анатолии и другие).
Полномочный представитель Франции на Лозаннской конференции в 1923 г., сенатор с 1920 г., принадлежал к группе «Республиканского союза». Автор нескольких трудов по истории международных отношений: «La législation de la Tunisie», Paris, 1888; «La politique marocaine de l’Allemagne», Paris, 1916 (под псевдонимом Maurice Louis); «L’entrée en guerre de la Turquie», в журнале «Revue de Paris», 1921.